# Genouillac (Charente)
Genouillac è un comune francese di 609 abitanti situato nel dipartimento della Charente, nella regione della Nuova Aquitania.

## Società

### Evoluzione demografica
Abitanti censiti